# 삼일주
삼일주(三日酒)는 말 그대로 3일만에 만들어 마실 수 있는 간편한 전통주이다.